# بخش کریخانستاد
بخش کریخانستاد (به سوئدی: Kristianstads kommun) یک ناحیه شهری در سوئد است که در شهرستان اسکونه واقع شده‌است.

## خواهرخوانده
شهرهای اسپو، کونگسبر، کشالین، Køge و رندزبرگ خواهرخوانده‌های بخش کریستینستاد هستند.